# 澳門巴士MT1旅遊塔路線
澳門巴士MT1路線是一條已取消的路線，由新福利及澳巴聯營，往返葡京和旅遊塔。MT是澳門旅遊塔的英文（Macau Tower）縮寫。

## 路線資料

### 服務時間
開通初期為每日10:00至22:00期間服務。由2004年9月11日起，改為只在澳門旅遊塔舉行大型活動時提供服務，服務時間為每日19:00至翌日00:00。

### 路線停站
| 編號 | 往程           | 返程           |
| ---- | -------------- | -------------- |
| 1    | 亞馬喇前地總站 | 澳門旅遊塔總站 |
| 2    | 區華利前地     | 燒灰爐         |
| 3    | 南灣湖景大馬路 | 巴掌圍         |
| 4    | 澳門旅遊塔總站 | 亞馬喇前地總站 |